# Biserica de lemn Sf. Dumitru din Negoiești

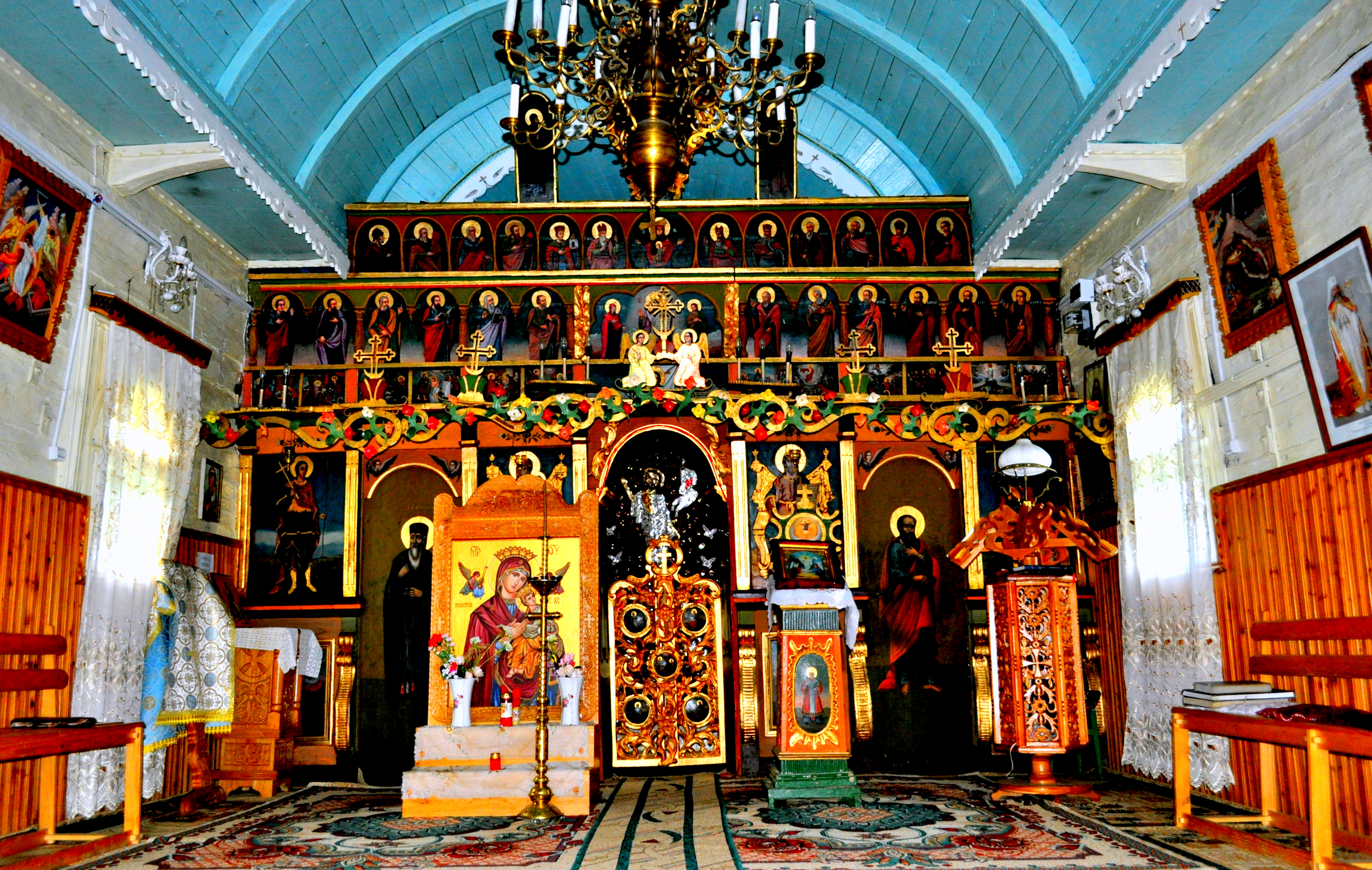
Interiorul navei

Biserica de lemn „Sfântul Dimitrie” din Negoiești, comuna Ștefan cel Mare, județul Bacău, a fost ridicată în anul 1806. Figurează pe Lista Monumentelor Istorice din anul 2010 cu indicativul cod LMI BC-II-m-B-00861.

## File de istorie
Lăcașul de cult este o ctitorie colectivă, după cum rezultă din pomelnicul diptic păstrat până astăzi: 
„1806 decem.6. Pomenește pe credincioșii robii tăi Ionichie eromonah, Gavril eromonah, Teodosie, Teocte, Irina și fii săi”
 și care în continuare înșiruie numele sătenilor enoriași care au contribuit la construcția edificiului. 
Biserica este ridicată  – astfel, din lemn în anul 1806, data construcției fiind menționată atât în repertoriul lui Nicolae Stoicescu, cât și în inscripția de pe o piatră de la pridvor – ce reprezintă data când a fost terminată și sfințită („1806 aprilie 12”; în urma reparației generale care a avut loc în anul 1967, această piatră a fost fixată pe peretele exterior de la altar, unde se află și în prezent). Pe unul din clopote a fost turnată în bronz o inscripție care menționează același an: „acest clopot s-a făcut cu cheltuiala Sfinții Sale chir Dionisia eromonah Botdgăneanu la anii 1806”.
La data de 05 octombrie 1997 a fost resfințită.

## Detalii arhitecturale
Lăcașul (cu o suprafață de 100 m2) face parte din tipul de plan în formă de corabie, cu pronaosul dreptunghiular și altarul pentagonal decroșat. Aspectul exterior nu mai semăna cu cel de odinioară, deoarece pereții au fost tencuiți cu mortar, temelia a fost cimentuită, iar acoperișul de șindrilă a fost acoperit cu tablă albă, la renovarea din anul 1967 sub preot Toma Sârbu. În condițiile constrângătoare existente în timpul regimului totalitar comunist, preotul a fost forțat să efectueze aceste lucrări cât mai rapid și mai pe neobservate, pentru a putea salva acest monument. Din păcate, în scurt timp, cimentul aplicat pe exterior, direct pe bârne, a carbonizat lemnul, iar biserica a ajuns să fie amenințată de prăbușire. 
În anul 1994, sub îndrumarea preotului Ioan Bucă și cu contribuția enoriașilor, s-a trecut la o altă renovare capitală și s-au  înlocuit bârnele carbonizate de la baza de jos a pereților, s-au aplicat vertical dulapi de lemn de plop și apoi draniță de brad. S-a făcut subzidire sănătoasă, s-a inclus pridvorul deschis în interior, s-a înlocuit pardoseala tot cu scândură, s-a înlocuit total cupola interioară și șarpanta, de data aceasta în stilul moldovenesc cu poală evazată și turlă tot din lemn pe partea frontală și s-a acoperit cu draniță – cum a fost concepută inițial. Catapeteasma – care este un bun de patrimoniu, a fost restaurată de pictorița Ecaterina Ardeleanu – fiica satului, iar pe pereții interiori s-au aplicat icoane pe pânză și ramă ale aceleiași pictorițe.
Lângă biserică s-a construit o casă de prăznuire, în anul 2002, cu o suprafață de 98 mp. Clopotnița veche a fost și ea renovată odată cu biserica, iar în anul 1997 s-a adăugat o nouă clopotniță, pe schelet metalic, de 13 m înălțime, și s-a donat un clopot de 210 kg.
Satul Negoiești (cu un număr de 205 familii cu 620 suflete), deține un cimitir în jurul lăcașului de cult și prăznicarului.
Din 1935, preoții slujitori numiți în această parohie au fost:
- Pr. Constantinescu Vasile 1935-1940
- Pr. Minciună Nicolae 1940-1950
- Pr. Popescu Ioan 1950-1957
- Pr. Roșca Anatolie 1957-1960
- Pr. Sârbu Toma 1960-1979
- Pr. Cărăușu Iulian 1979-1982
- Pr. Bucă Ioan din 1982 până în prezent

## Imagini

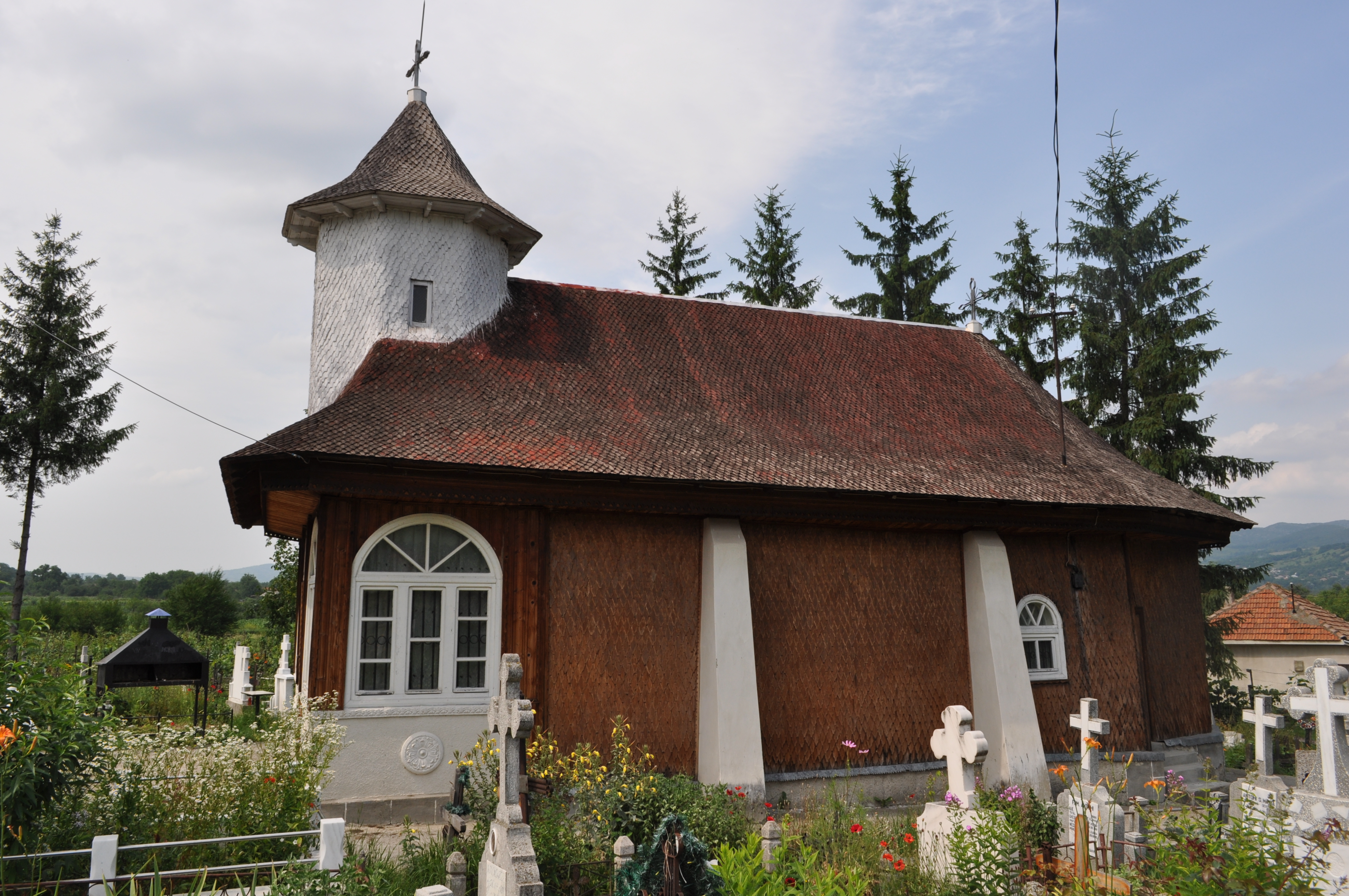
Biserica (sud)
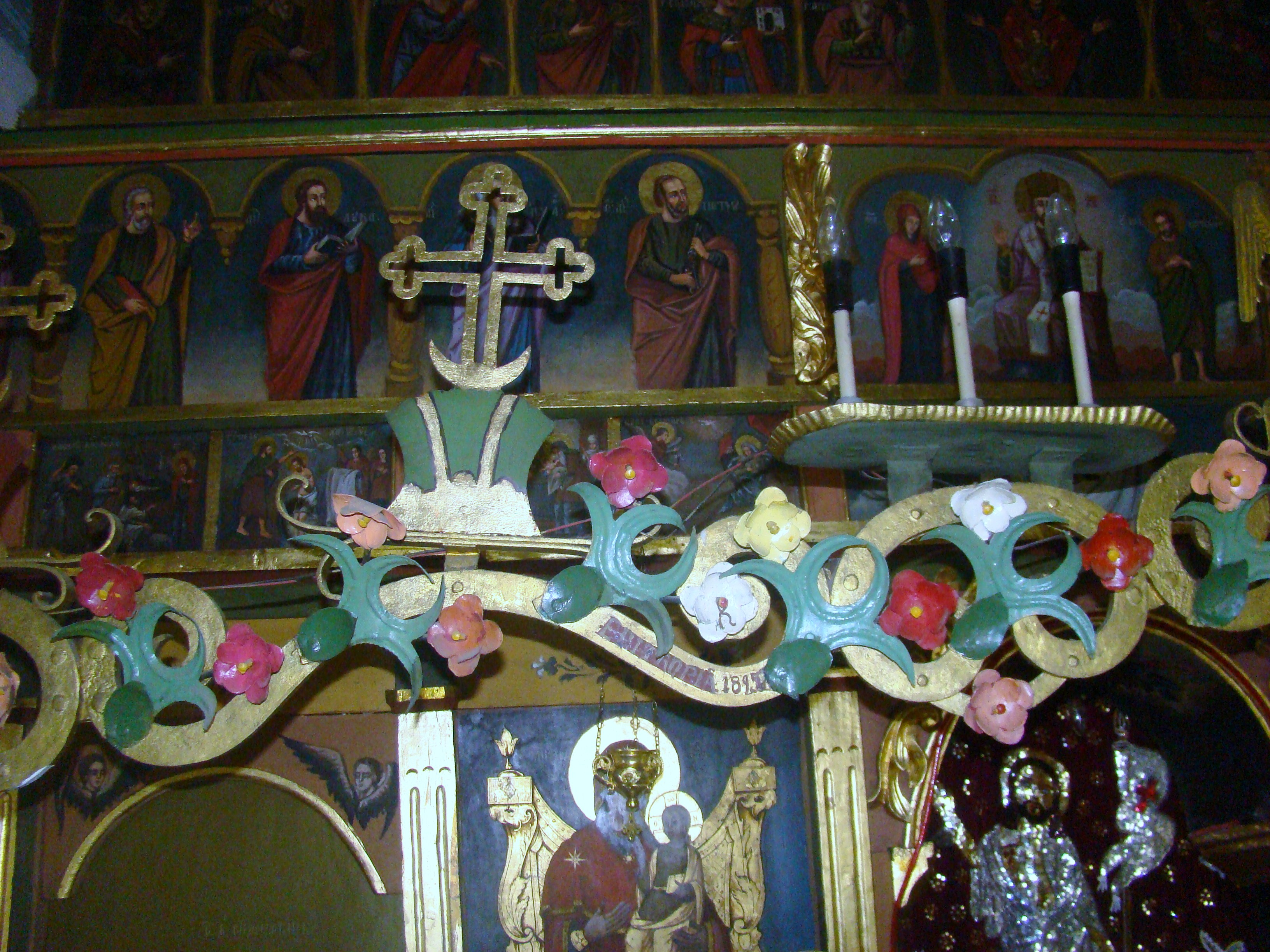
Detaliu catapeteasmă
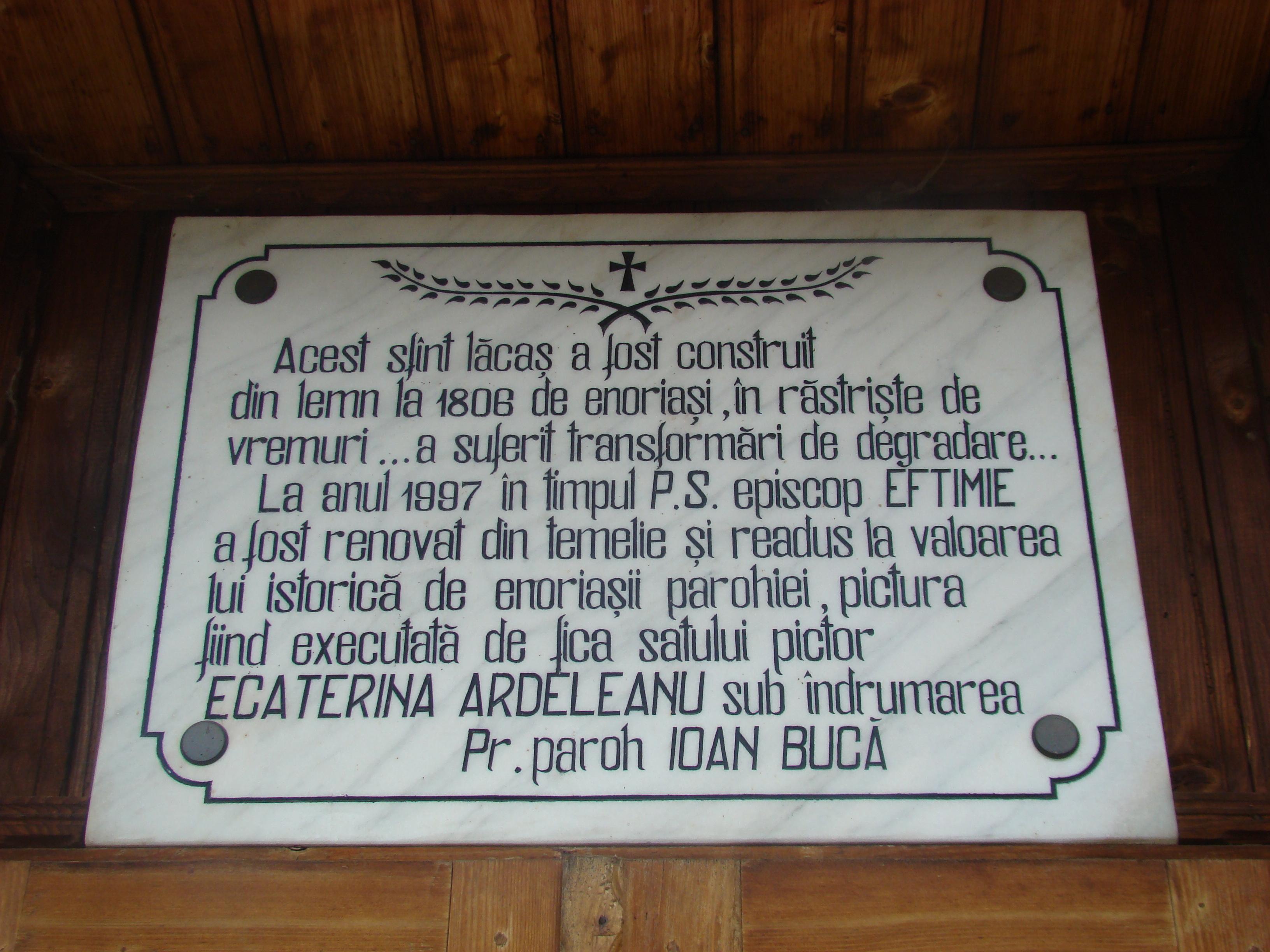
Pisanie
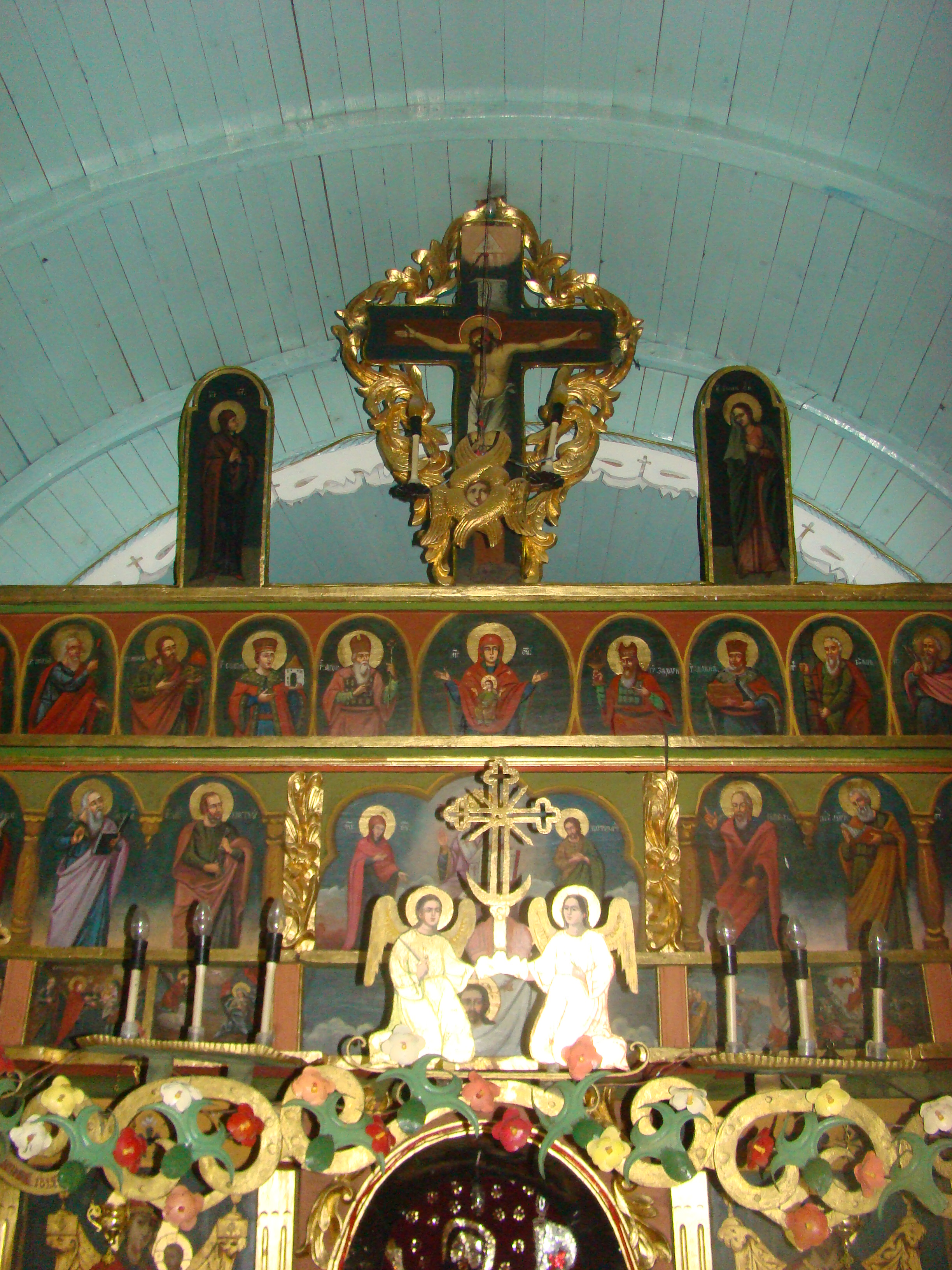
Detaliu catapeteasmă